# Yelena Välbe
Yelena Välbe (en ruso: Елена Вяльбе, Yelena Vialbe; nacida Yelena Trubitsyna, Magadán, URSS, 20 de abril de 1968) es una deportista rusa que compitió para la Unión Soviética en esquí de fondo; tres veces campeona olímpica y catorce veces campeona mundial.

## Trayectoria
Participó en tres Juegos Olímpicos de Invierno, obteniendo en total siete medallas: cinco en Albertville 1992, oro en el relevo (junto con Raisa Smetanina, Larisa Lazutina y Liubov Yegorova) y bronce en 5 km, 10 km persecución, 15 km y 30 km, oro en Lillehammer 1994, en el relevo (con Larisa Lazutina, Nina Gavryliuk y Liubov Yegorova), y oro en Nagano 1998, en el relevo (junto con Nina Gavryliuk, Olga Danilova y Larisa Lazutina).
Ganó diecisiete medallas en el Campeonato Mundial de Esquí Nórdico entre los años 1989 y 1997. En la Copa del Mundo obtuvo 45 victorias con un total de 81 podios.
En 1992 recibió la Medalla Holmenkollen. Fue condecorada con la Orden al Mérito por la Patria de clase III (1997), la Orden al Mérito por la Patria de clase II (2022), la Orden de la Amistad de los Pueblos (1994) y la Medalla de la Orden al Mérito de la Patria de 1.er grado (2014).
Estudió Economía en el Instituto Plejánov de Economía Nacional de Moscú. Desde 1999 es miembro del consejo político del partido Rusia Unida. Fue vicepresidenta de la Federación Rusa de Esquí entre 2004 y 2006 y ha sido entrenadora jefe del equipo olímpico ruso de esquí de fondo (2004-2006 y desde 2012). En 2010 fue elegida presidenta de la Federación Rusa de Esquí.

## Palmarés internacional
| Representando a la URSS           |                        |                   |                           |
| Campeonato Mundial                |                        |                   |                           |
| Año                               | Lugar                  | Medalla           | Prueba                    |
| 1989                              | Lahti (Finlandia)      | Medalla de oro    | 10 km EL                  |
| 1989                              | Lahti (Finlandia)      | Medalla de oro    | 30 km                     |
| 1989                              | Lahti (Finlandia)      | Medalla de plata  | Relevo 4 × 5 km           |
| 1991                              | Val di Fiemme (Italia) | Medalla de oro    | 10 km                     |
| 1991                              | Val di Fiemme (Italia) | Medalla de oro    | 15 km                     |
| 1991                              | Val di Fiemme (Italia) | Medalla de oro    | Relevo 4 × 5 km           |
| 1991                              | Val di Fiemme (Italia) | Medalla de plata  | 30 km                     |
| Representando al Equipo Unificado |                        |                   |                           |
| Juegos Olímpicos                  |                        |                   |                           |
| Año                               | Lugar                  | Medalla           | Prueba                    |
| 1992                              | Albertville (Francia)  | Medalla de oro    | Relevo 4 × 5 km           |
| 1992                              | Albertville (Francia)  | Medalla de bronce | 5 km                      |
| 1992                              | Albertville (Francia)  | Medalla de bronce | 10 km persecución         |
| 1992                              | Albertville (Francia)  | Medalla de bronce | 15 km                     |
| 1992                              | Albertville (Francia)  | Medalla de bronce | 30 km                     |
| Representando a Rusia             |                        |                   |                           |
| Juegos Olímpicos                  |                        |                   |                           |
| Año                               | Lugar                  | Medalla           | Prueba                    |
| 1994                              | Lillehammer (Noruega)  | Medalla de oro    | Relevo 4 × 5 km           |
| 1998                              | Nagano (Japón)         | Medalla de oro    | Relevo 4 × 5 km           |
| Campeonato Mundial                |                        |                   |                           |
| Año                               | Lugar                  | Medalla           | Prueba                    |
| 1993                              | Falun (Suecia)         | Medalla de oro    | 15 km                     |
| 1993                              | Falun (Suecia)         | Medalla de oro    | Relevo 4 × 5 km           |
| 1995                              | Thunder Bay (Canadá)   | Medalla de oro    | 30 km                     |
| 1995                              | Thunder Bay (Canadá)   | Medalla de oro    | Relevo 4 × 5 km           |
| 1995                              | Thunder Bay (Canadá)   | Medalla de plata  | 15 km                     |
| 1997                              | Trondheim (Noruega)    | Medalla de oro    | 5 km                      |
| 1997                              | Trondheim (Noruega)    | Medalla de oro    | 7,5 km+7,5 km persecución |
| 1997                              | Trondheim (Noruega)    | Medalla de oro    | 15 km                     |
| 1997                              | Trondheim (Noruega)    | Medalla de oro    | 30 km                     |
| 1997                              | Trondheim (Noruega)    | Medalla de oro    | Relevo 4 × 5 km           |